# Tumulus van Noville
De Tumulus van Noville (lokaal aangeduid met la Tombe de Noville) is een Gallo-Romeinse grafheuvel bij Noville in de Belgische provincie Luik in de gemeentes Fexhe-le-Haut-Clocher en Remicourt. De heuvel ligt ten noorden van Noville. Ze ligt direct ten zuiden van Spoorlijn 36, de spoorlijn tussen Brussel en Luik.